# Michel Vinaver
Michel Vinaver, pseudonimo di Michel Grinberg (Parigi, 13 gennaio 1927 – Parigi, 1º maggio 2022), è stato un drammaturgo, scrittore e dirigente d'azienda francese.

## Biografia
Laureato alla Wesleyan University, PDG della Gillette, fu autore di romanzi quali L'obiettore (1951) ed opere teatrali come I Coreani (1956); si affermò negli anni '70 con quello che fu da lui chiamato "teatro del quotidiano".
Nel 2002 pubblicò il dramma 11 settembre 2001.
Fu anche traduttore dall'inglese e dal russo.